# Interkozmosz–15
Interkozmosz–15 (IK-15) szovjet tudományos, technológiai műhold, a szocialista országok közös Interkozmosz űrprogramjának egy új nemzedékét képviselte.

## Küldetés
A dnyipropetrovszki Juzsnoje tervezőirodában kifejlesztett és a Juzsmas által gyártott AUOSZ–Z műholdplatformon alapuló műhold, típusjelzése AUOSZ–Z–T–IK volt. Ez volt az AUOSZ–Z típus első indítása. Az új műhold több műszert vihet magával, és bonyolultabb kísérletek elvégzésére volt képes: a tudósok olyan berendezéseket próbáltak ki, amelyek jóval nagyobb lehetőségeket adtak a komplex tudományos kísérletek világűrbeli végrehajtásához. 1975-től a programot kibővítették a rendkívüli népgazdasági fontosságú erőforrás-kutatás tématerülettel.

## Jellemzői
1976. június 19-én a Pleszeck űrrepülőtér 132/1-es indítóállásából egy Koszmosz–3M (11K65M) hordozórakétával indították alacsony Föld körüli pályára. Az orbitális egység pályája 94.65 perces, 74.4 fokos hajlásszögű, elliptikus pálya-perigeuma 484 kilométer, apogeuma 518 kilométer volt. Energiaellátását akkumulátorok és napelemek összehangolt egysége biztosította.  Tömege 800 kg, hasznos tömege (a műszerek tömege) 30 kg. Aktív szolgálati idejét 1979.  november 18-án, 1246 nap után fejezte be, a Föld légkörébe érve elégett.
A Központi Fizikai Kutatóintézet (KFKI) Atomenergia Kutatóintézete, valamint a Budapesti Műszaki Egyetem mérnökei tervezték és készítették az analóg-digitális konvertert (A/D Converter) és a fedélzeti tápegységfeszültség-stabilizáló eszközét. Az Egységes Telemetrikus Rendszer [ETMSZ-PS] elemeinek tervezésében a magyar kutatókon kívül német, lengyel, szovjet, csehszlovák és svég mérnökök vettek részt. A rendszer sikeresen vizsgázott, megbízhatóan működött.

## Külső hivatkozások
- Az Interkozmosz–15 az Orosz Tudományos Akadémia (RAN) Űrkutatási Tanácsa Naprendszer szekciójának honlapján (oroszul)
- Interkozmosz–15. hit.bme.hu. (Hozzáférés: 2012. február 10.)
- Interkozmosz–15. skyrocket.de/. (Hozzáférés: 2012. február 16.)
- Interkozmosz–15. lib.cas.cz. (Hozzáférés: 2012. február 16.)

| Elődje: Interkozmosz–14 | Interkozmosz sorozat 1969–1994 | Utódja: Interkozmosz–16 |